# Carola Mazot

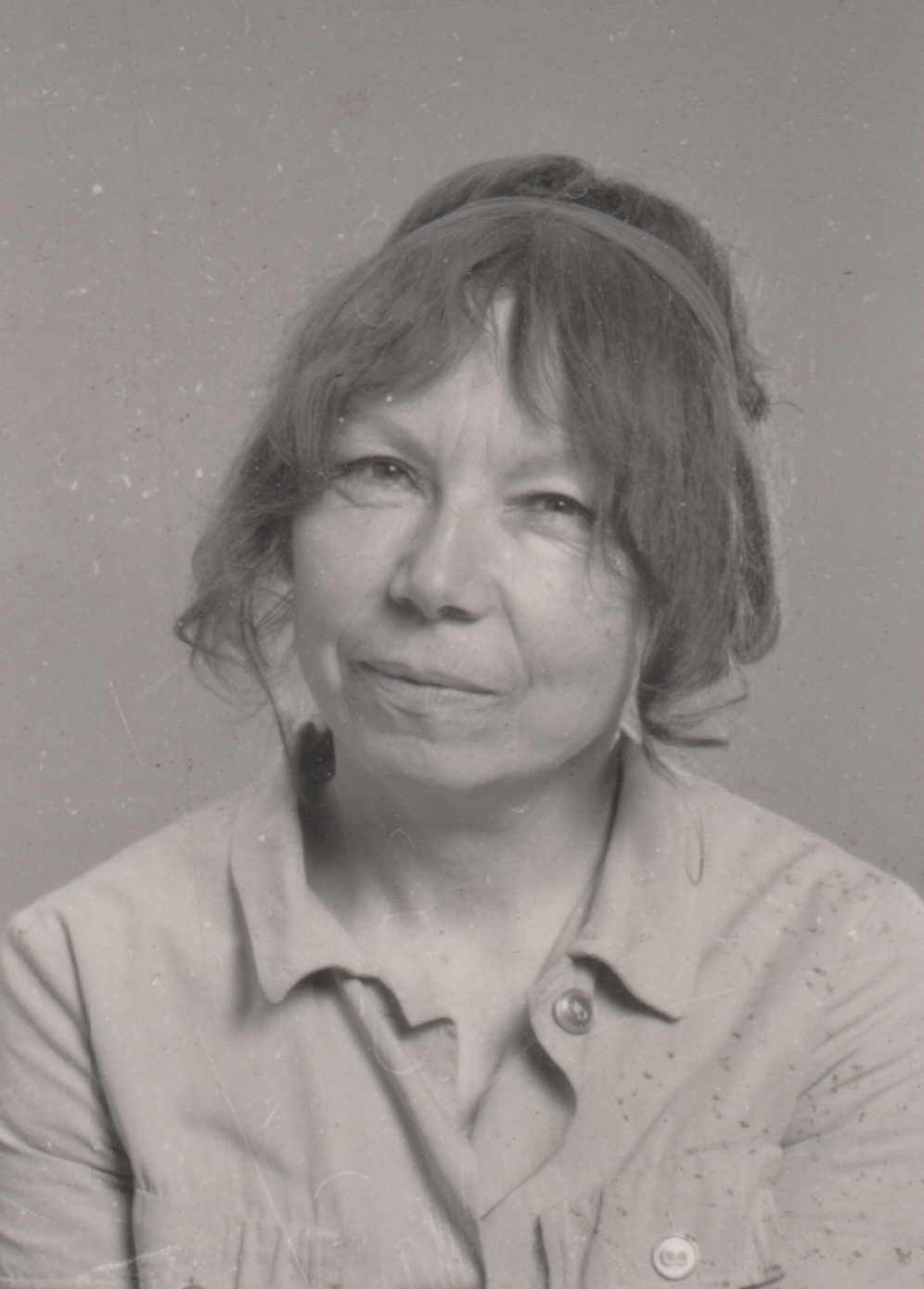
Fotografia di Carola Mazot 1985

Carola Mazot, nome d'arte di Carolina Marzotto (Valdagno, 2 dicembre 1929 – Milano, 24 maggio 2016), è stata una pittrice italiana.

## Biografia
Nata a Valdagno,  inizia a tredici anni la pittura con il nonno materno Vettore Zanetti Zilla, a sedici entra nello studio di Donato Frisia, a diciotto lo scultore Lorenzo Pepe la prepara ad entrare all’Accademia di belle arti di Brera, dove frequenta un anno di disegno con Giacomo Manzù, trasferita a Venezia prosegue con la scultura. Nel 1952 sposa lo scultore Guido Di Fidio e studia scultura con Marino Marini. In seguito tornata alla pittura, si diploma nel 1969 all’Accademia di belle arti di Brera con Pompeo Borra. Ha vissuto e lavorato a Milano.

## Produzione pittorica
Nei lavori di Carola Mazot s'impone costantemente il segno, a volte rapido e deciso, che riesce a cogliere in modo acuto l'espressione dei volti con una spontaneità che fissa i loro caratteri, facendo emergere un senso di dolce ed incantato. Gli elementi secondari sono resi in un gioco semiastratto, nel quale poche note di colore vivacizzano l'insieme in sordina, con una musicalità che arriva all'andante mosso e rivela un certo tormento esistenziale. Una pittura questa, dall'impostazione virile addolcita dal sentimento; una pittura che attiene alla sostanza espressiva, ma che lascia tuttavia largo spazio ai trasporti poetici di un animo sensibile dalla personalità singolare. Una personalità ricca di note fuori dalla norma che classificano l'artista tra coloro che si aprono soltanto alle esigenze profonde del proprio spirito e, senza guardarsi intorno, proseguono con sicurezza per la propria strada divenuta rettilinea. Sono molti e importanti gli apprezzamenti che lungo la vita hanno accompagnato il suo lavoro a Milano. Da Mario de Micheli a Dino Villani, da Franco Loi a Liana Bortolon e artisti significativi come Ernesto Treccani, Eugenio Tomiolo, Giuseppe Migneco, Alik Cavaliere o Bianca Orsi, per ricordarne solo alcuni, la sua pittura è sempre stata seguita da un consenso affettuoso, attento e qualificato, da cui mai era estraneo anche un vivo apprezzamento per il suo particolare temperamento umano, per la qualità lirica della sua acutezza appartata, per il rigore assorto delle sue scelte espressive.

## Mostre ed Esposizioni
- Galleria La Nuova Sfera, Milano, 1981
- Galerie Italieniches Kulturinstitut, Vienna, 1981
- Galleria S. Stefano, Venezia, 1983
- Galleria La Nuova Sfera, Milano, 1983
- Galleria Civica di Moncalvo, 1983
- Galleria S. Stefano, Venezia, 1983
- Galleria Ghelfi, San Luca, Verona, 1983
- Galleria Ghelfi, Cortina, 1985
- Galleria Ghelfi, San Luca, Verona, 1985
- Galleria Patrizia, Montecatini, 1985
- Galerie CBB, Wuppertal, Germania, 1987
- Mala Galeria Grafiki Muzeum, Lublin, Polonia, 1988
- Nuovo Aleph Spazio d’Arte, Milano, 1990
- Festival International de peinture, Cagnes, Francia, 1991
- Galerie de Nesce, Paris, 1992
- Salon d’Art Contemporain, Bourg en Bresse, Francia, 1992
- Galleria La Viscontea, Rho, 1992
- Galleria La Viscontea, Rho, 1993
- Spazio d’Arte Coquetel, Milano, 1994
- Collettiva Leoni di Venezia, scuola Guglielmo Marconi, New York, 1995/96
- The Frank V. De Bell’s collection, State University, San Francisco, 1995/96
- Galleria La Nuova Sfera, Milano, 1997
- Galleria Tiepolo, Udine, 1997
- Galleria La Nuova Sfera, Milano, 1997
- XI Biennale d’Arte Figurativa del Friuli Venezia Giulia, 1997
- Galleria San Vidal, Venezia, 1997
- Galleria Aleph, Milano, 1997
- Institute Culture Wloskiej, Varsavia, 1997
- Galleria La Nuova Sfera, Milano, 1998
- Nuovo Aleph Spazio d’Arte, Milano, 1999
- Nuovo Aleph Spazio d’Arte, Milano, 2000
- Galleria Libreria dell’Angolo, Milano, 2000
- Nuovo Aleph Spazio d’Arte, Milano, 2001
- Famiglia Artistica Milanese, Milano, 2003
- Famiglia Artistica Milanese, Milano, 2003
- Nuovo Aleph Spazio d’Arte, Milano, 2003
- Mostra UCAI, San Satiro, Milano, 2004
- Galleria Ciovasso, Milano, 2005
- Famiglia Artistica Milanese, Milano, 2006
- Mostra UCAI, San Satiro, Milano, 2007
- Galleria Sassetti e Cultura, Milano, 2008
- Galleria Sassetti e Cultura, Milano, 2009

## Bibliografia

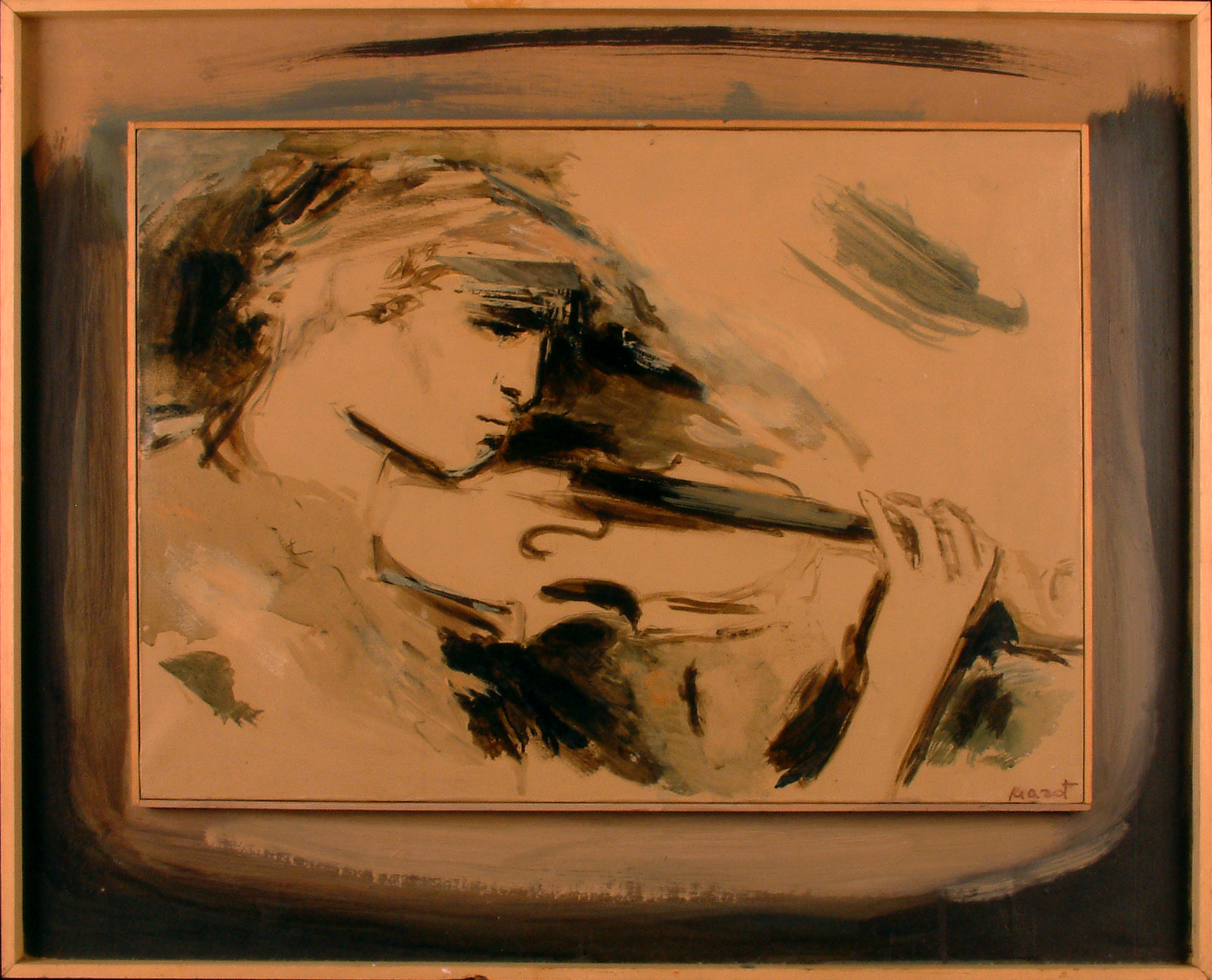
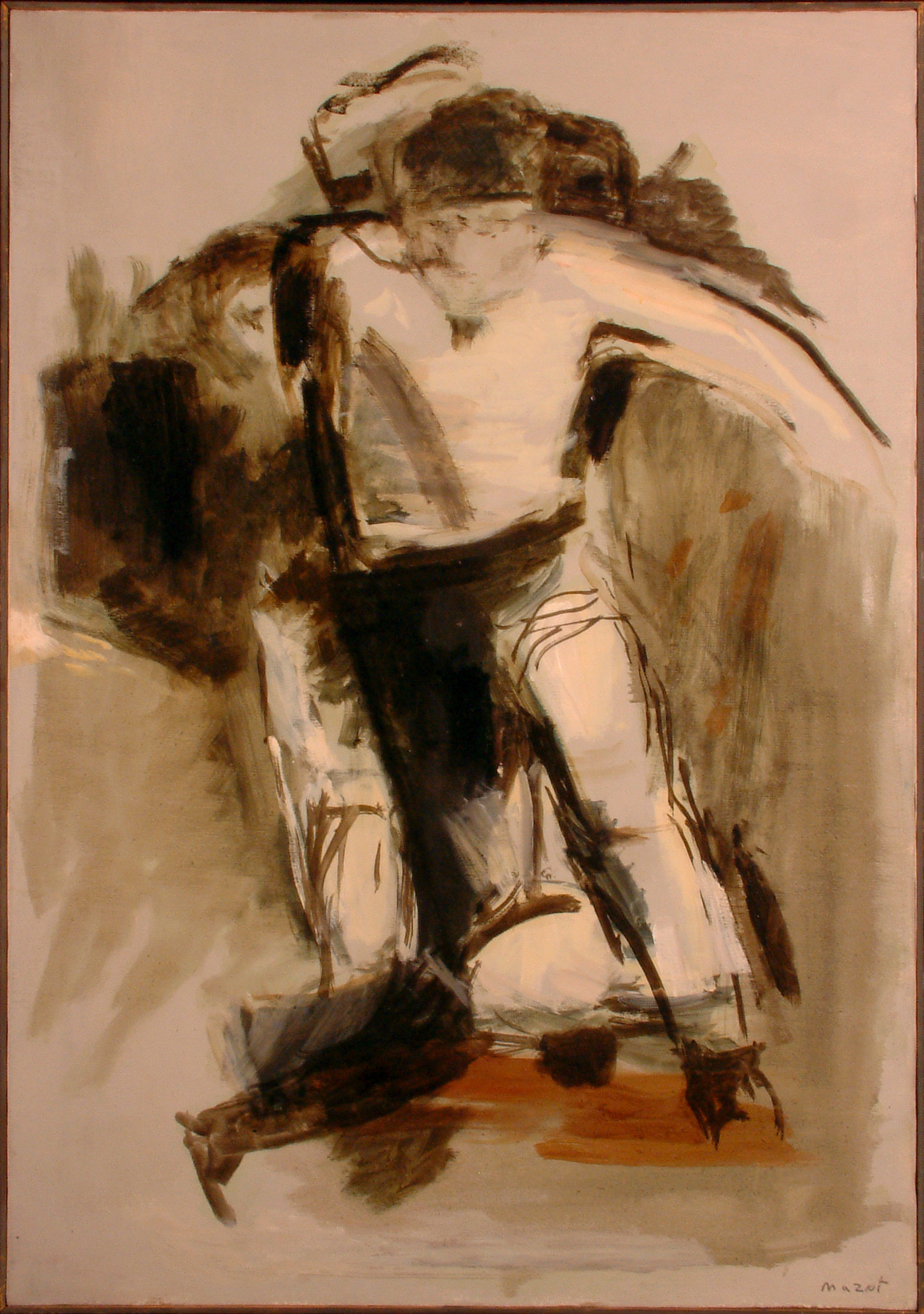
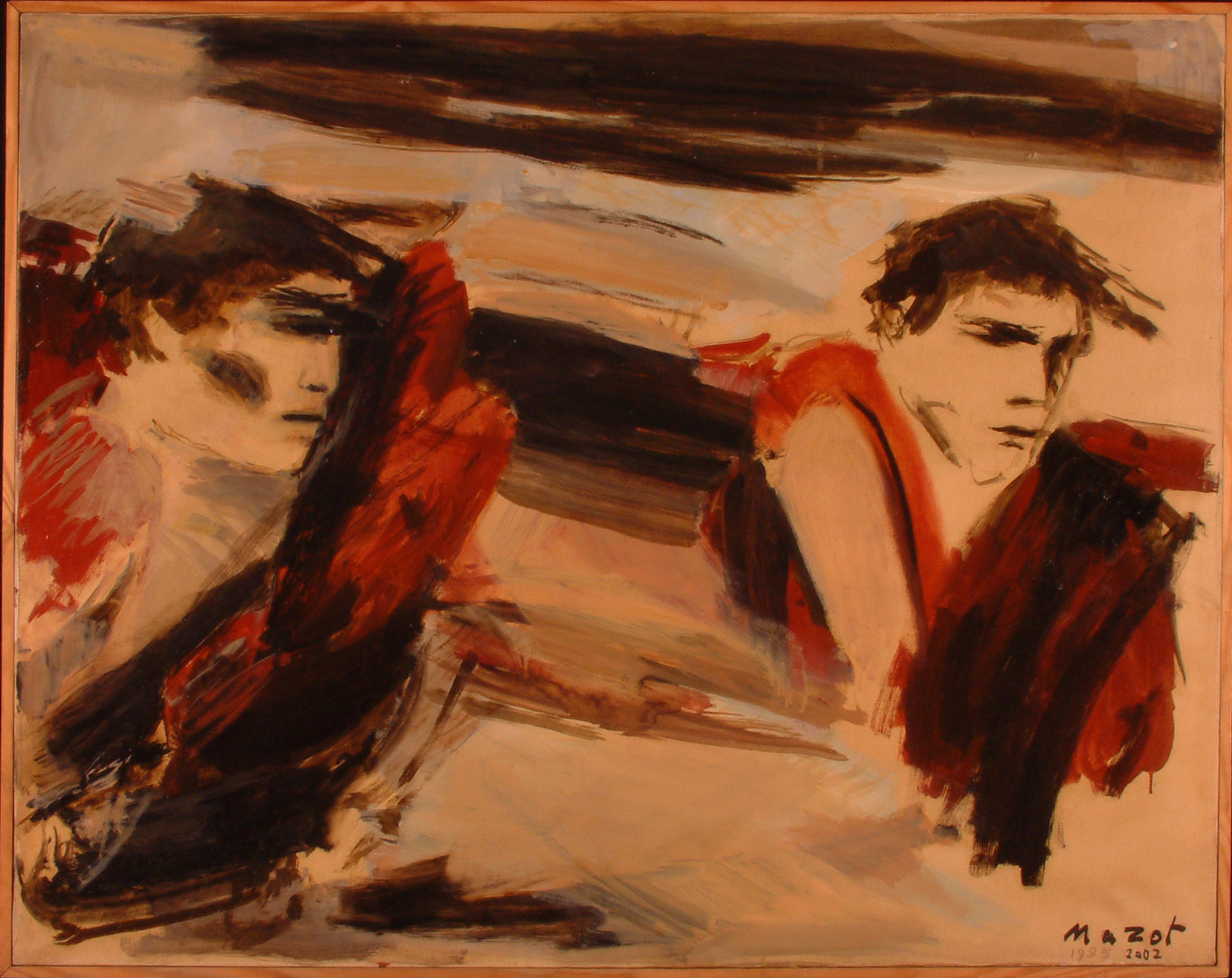
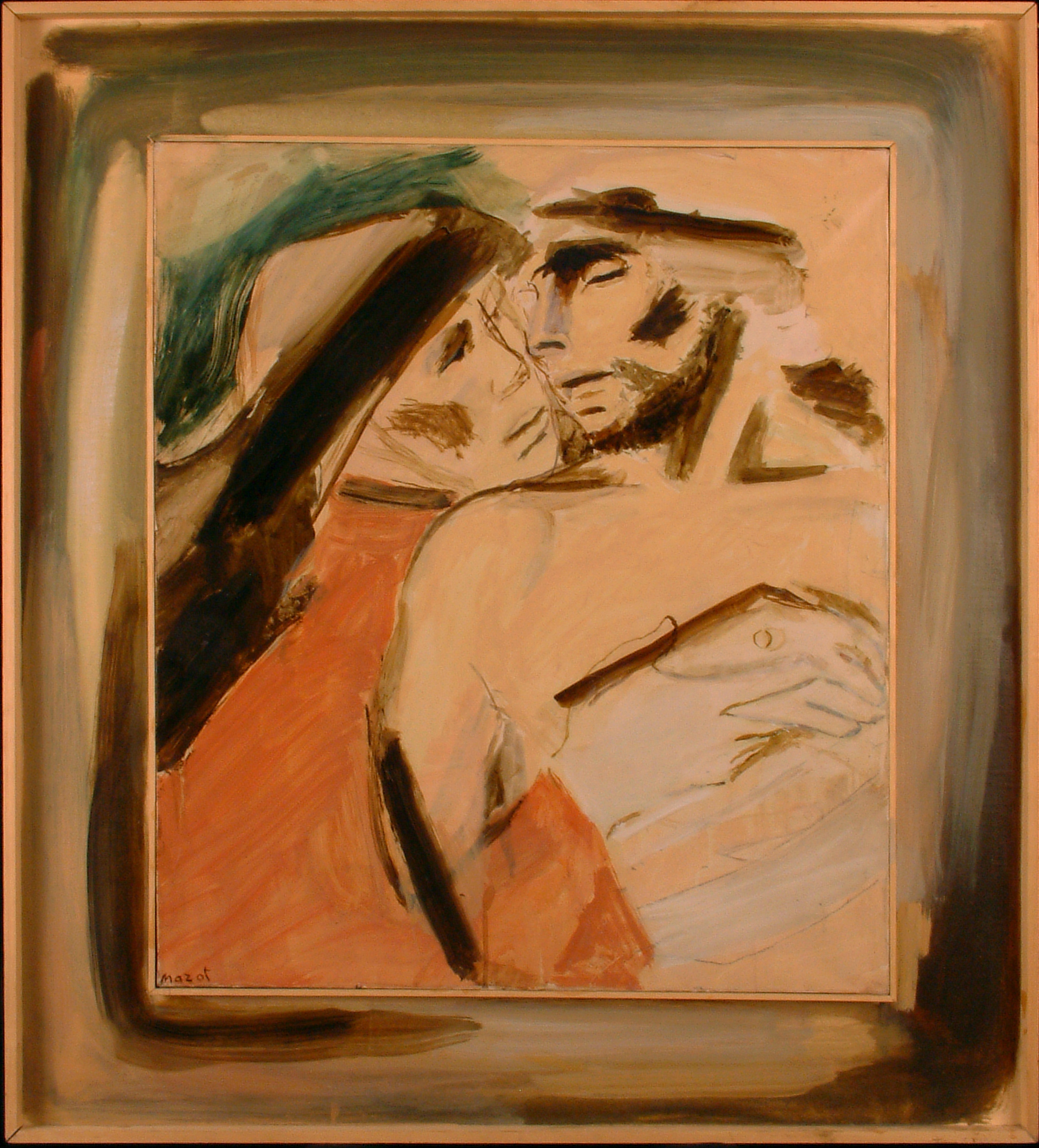
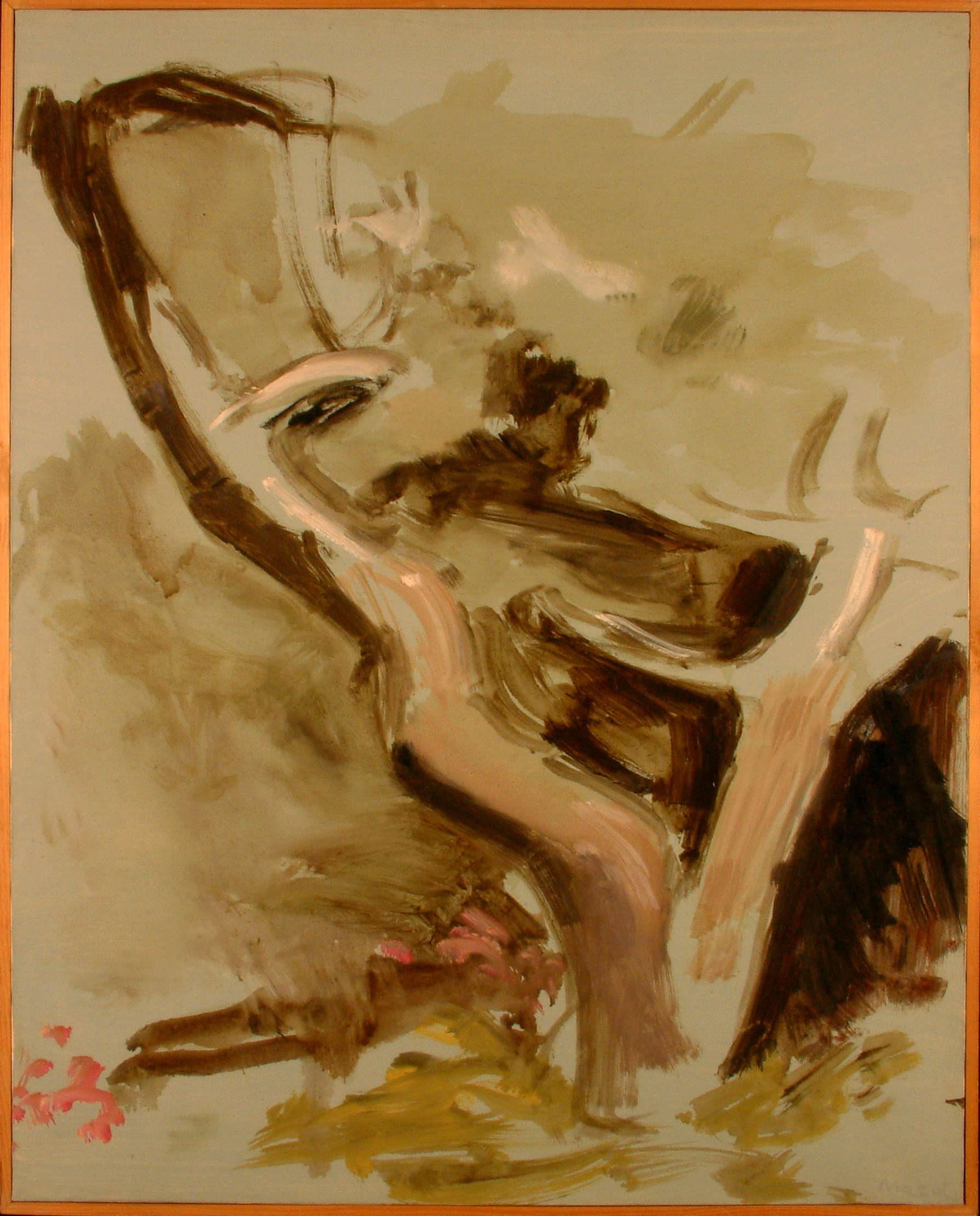
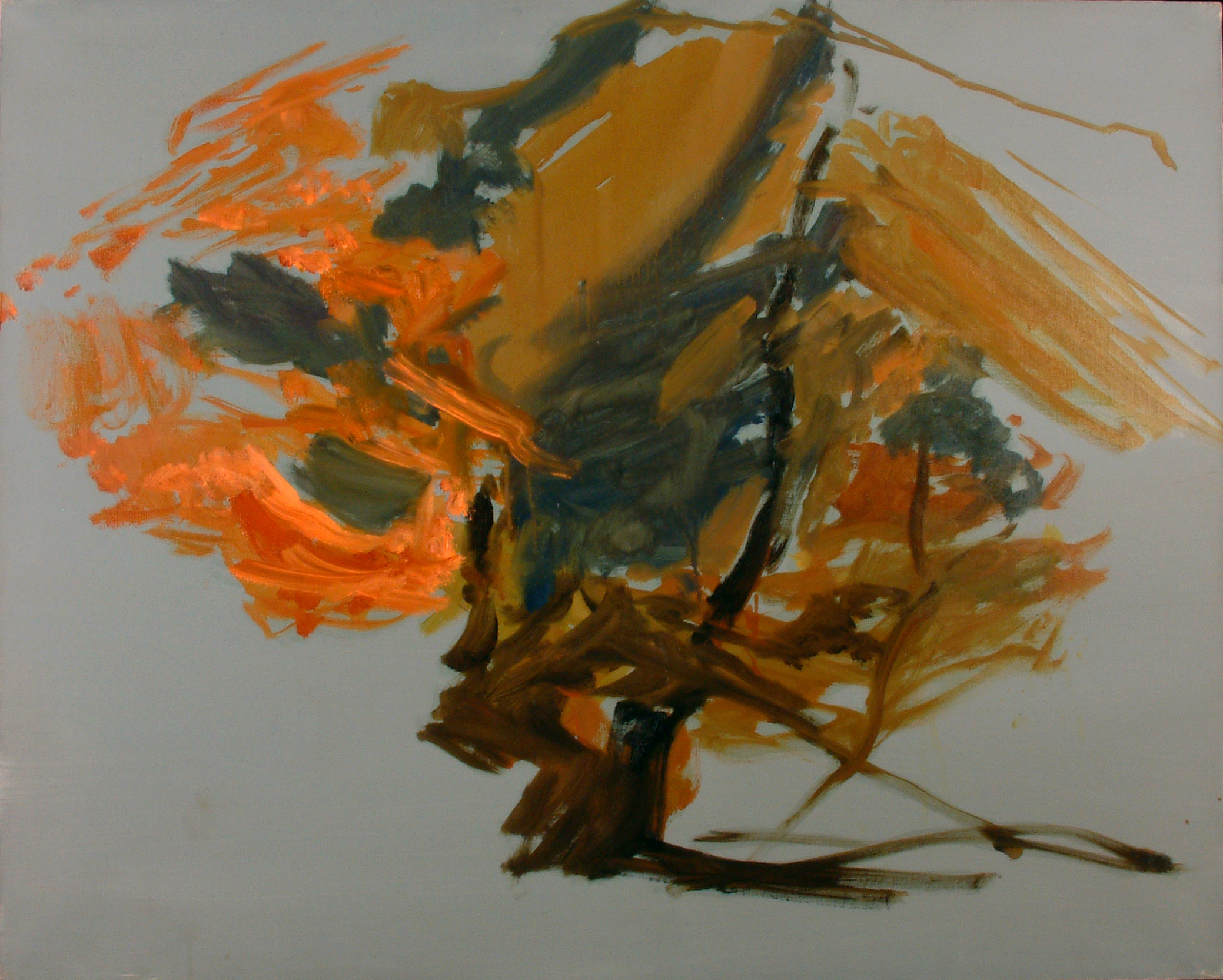
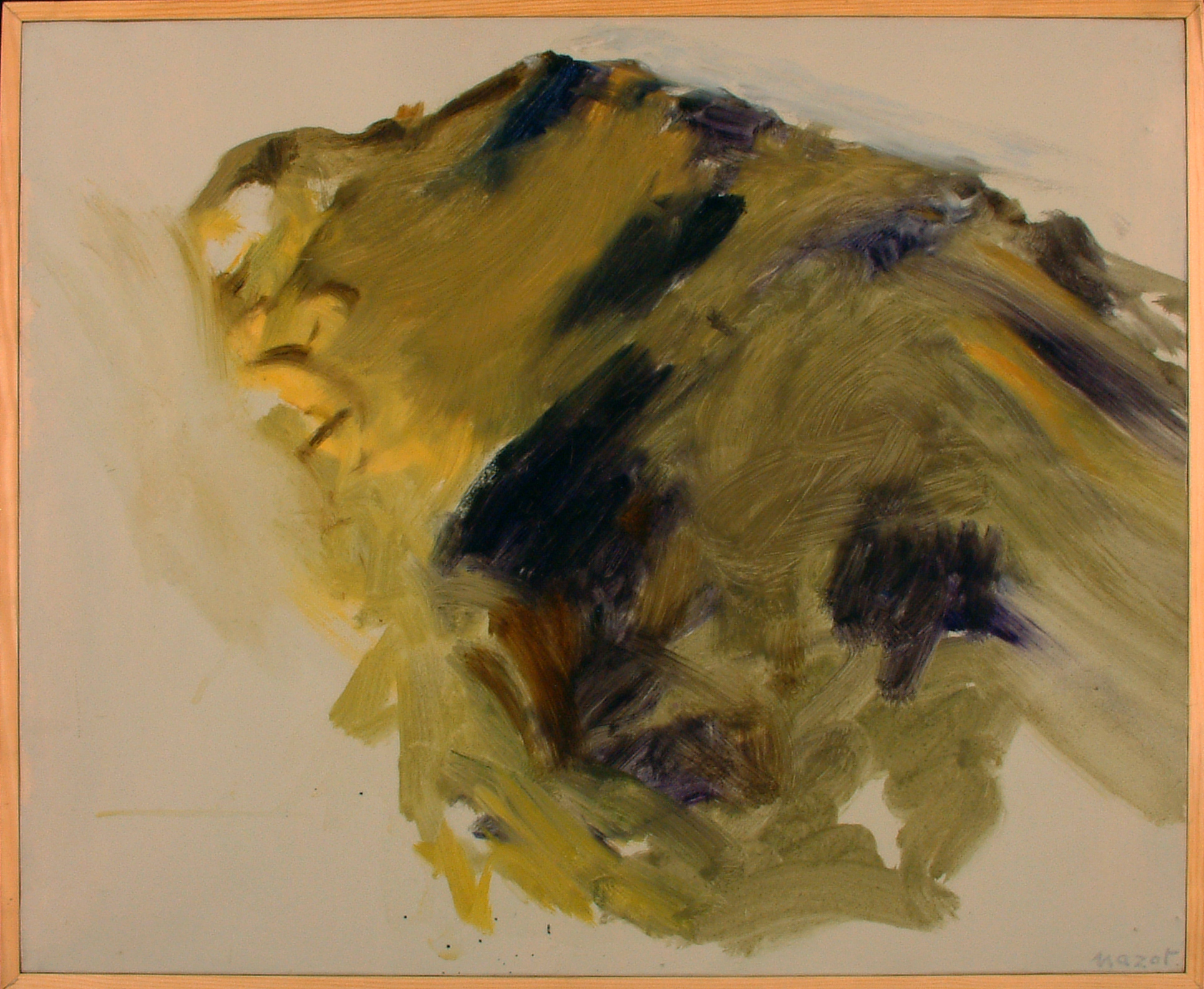
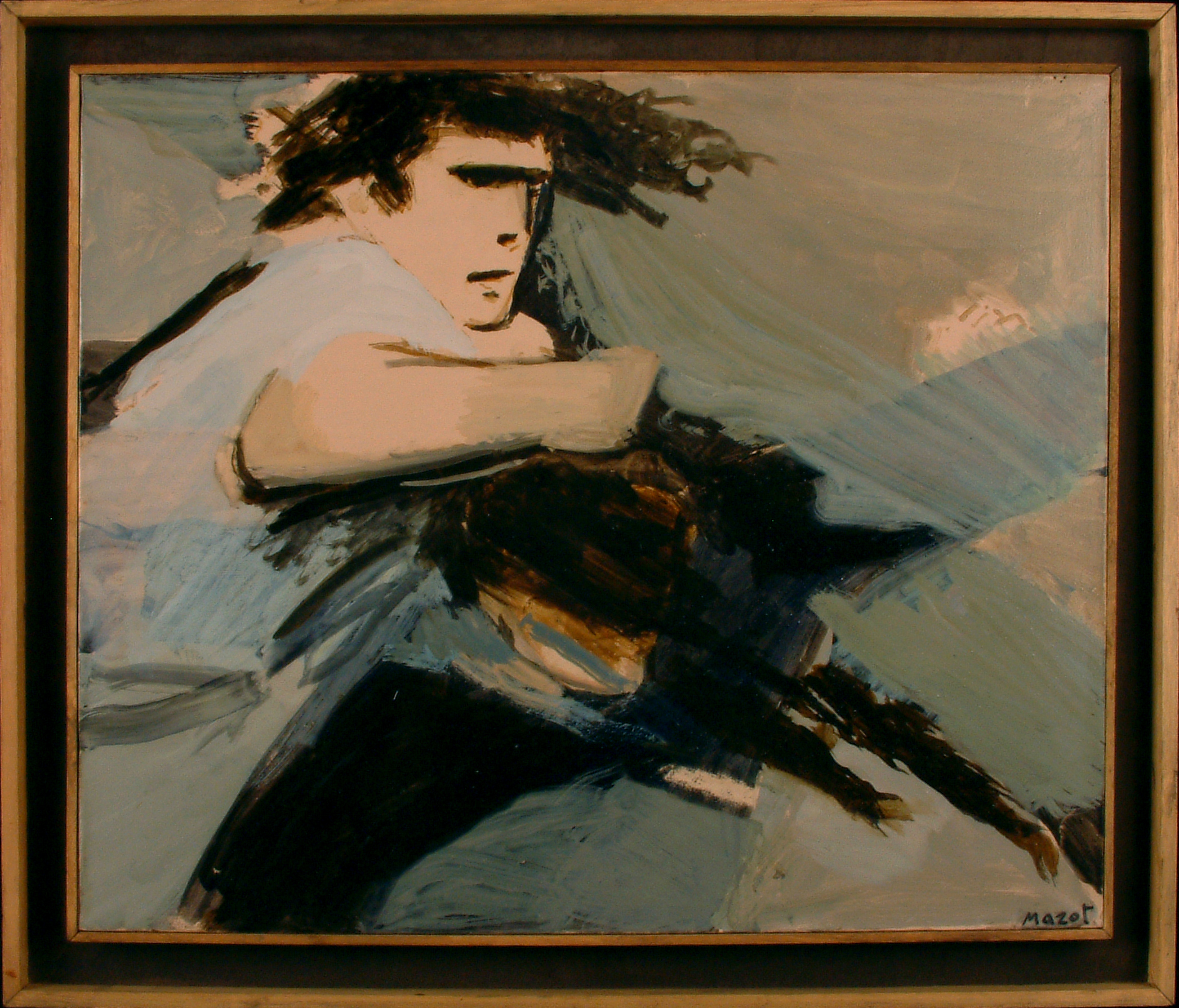
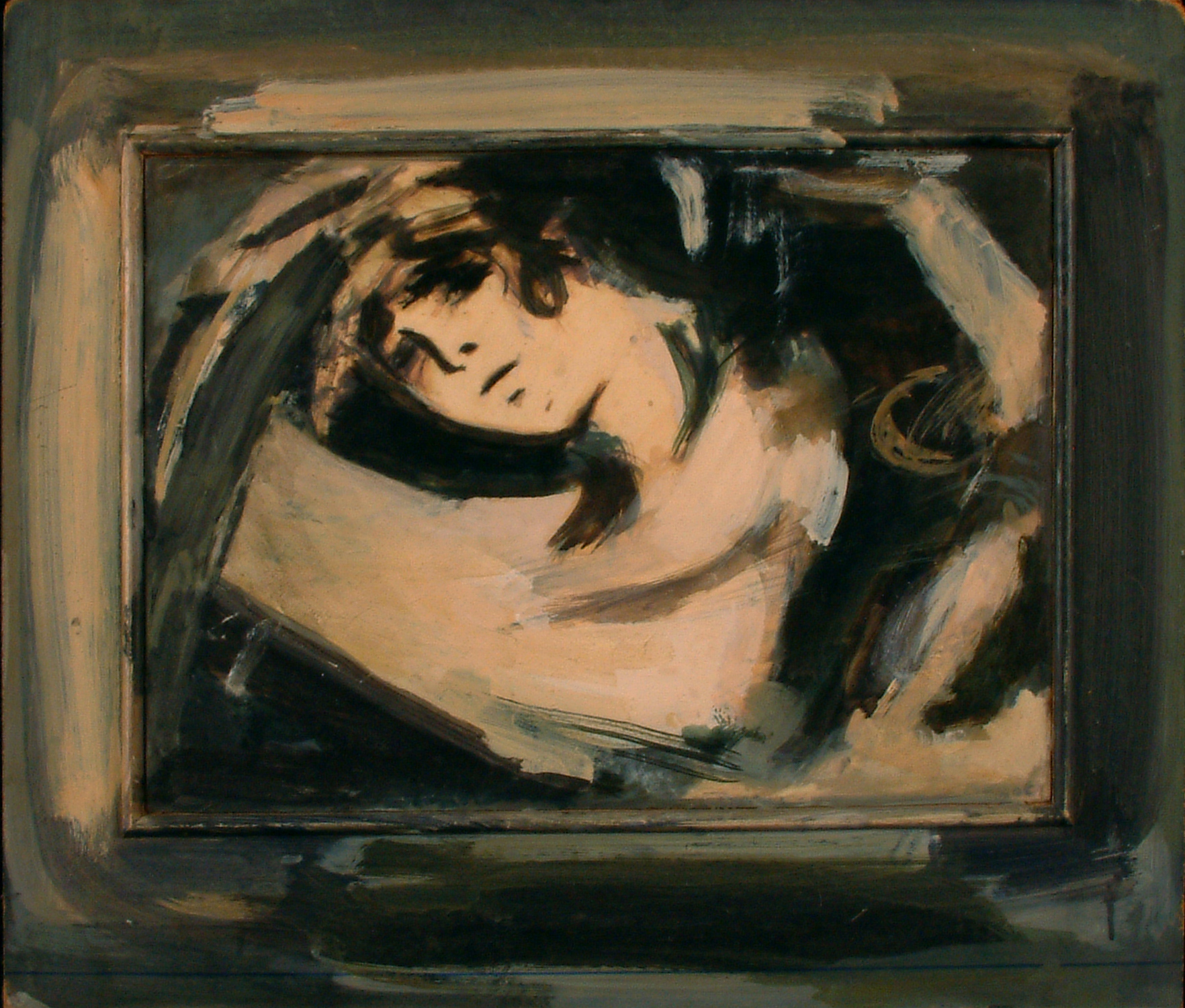
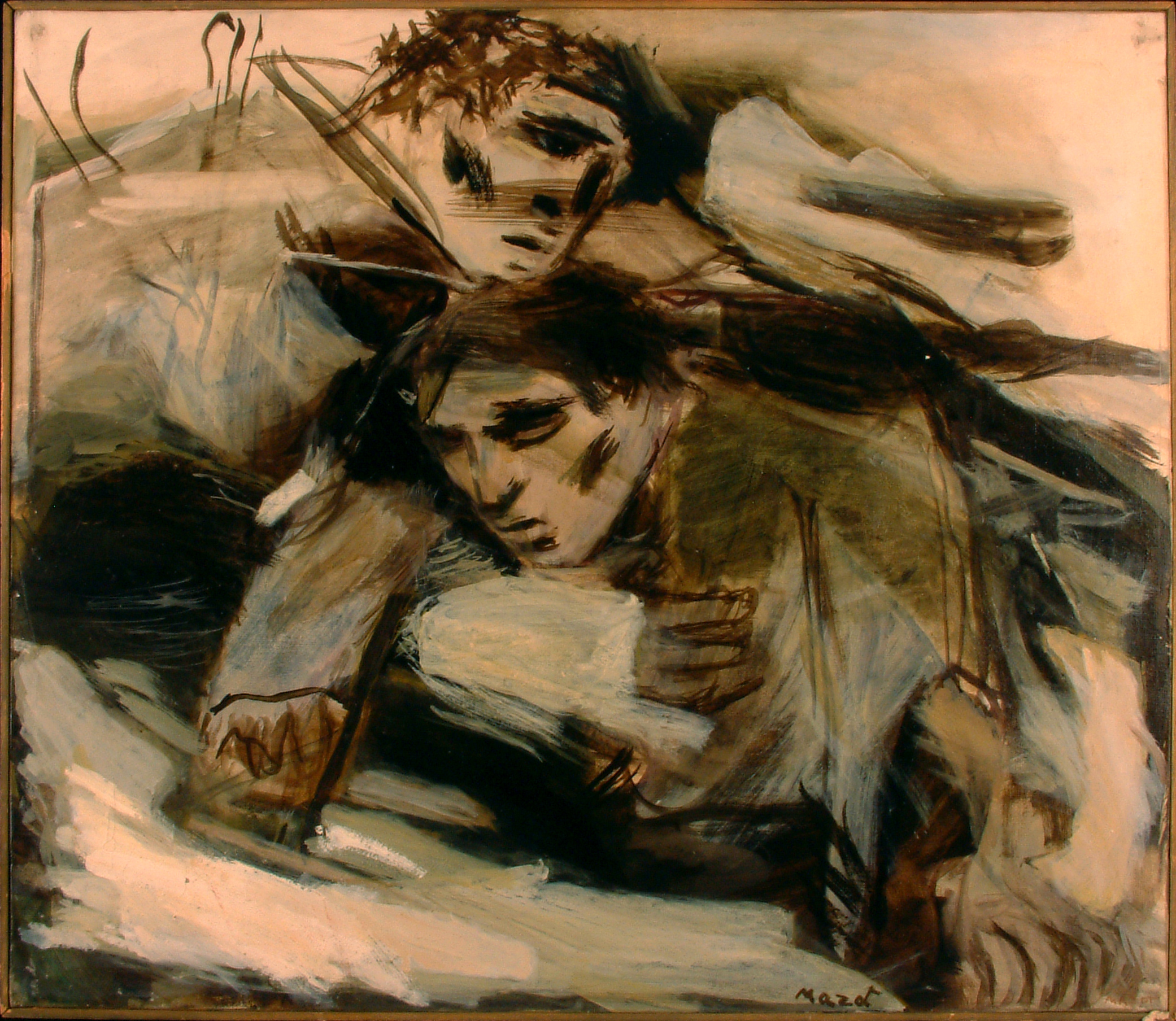
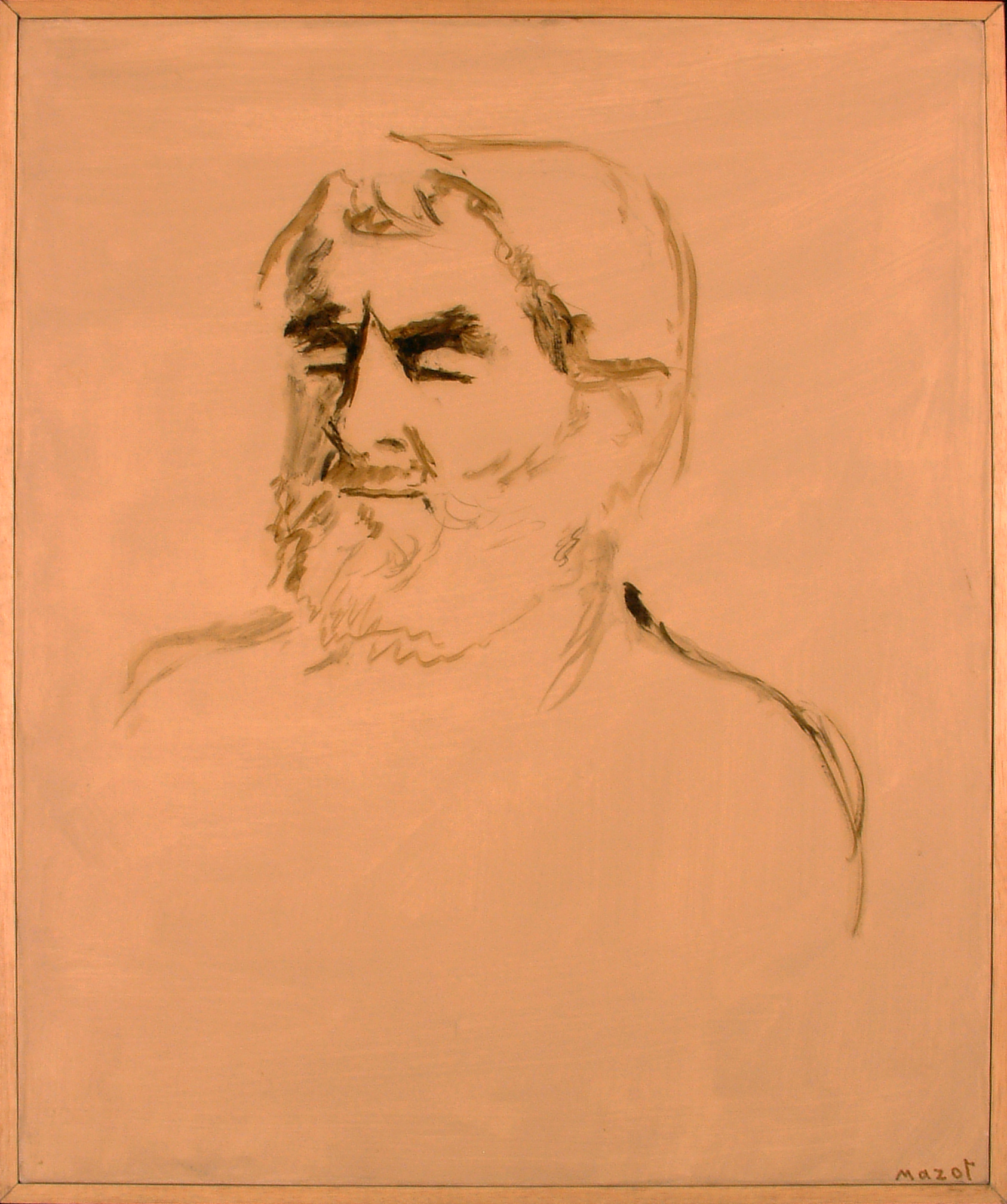
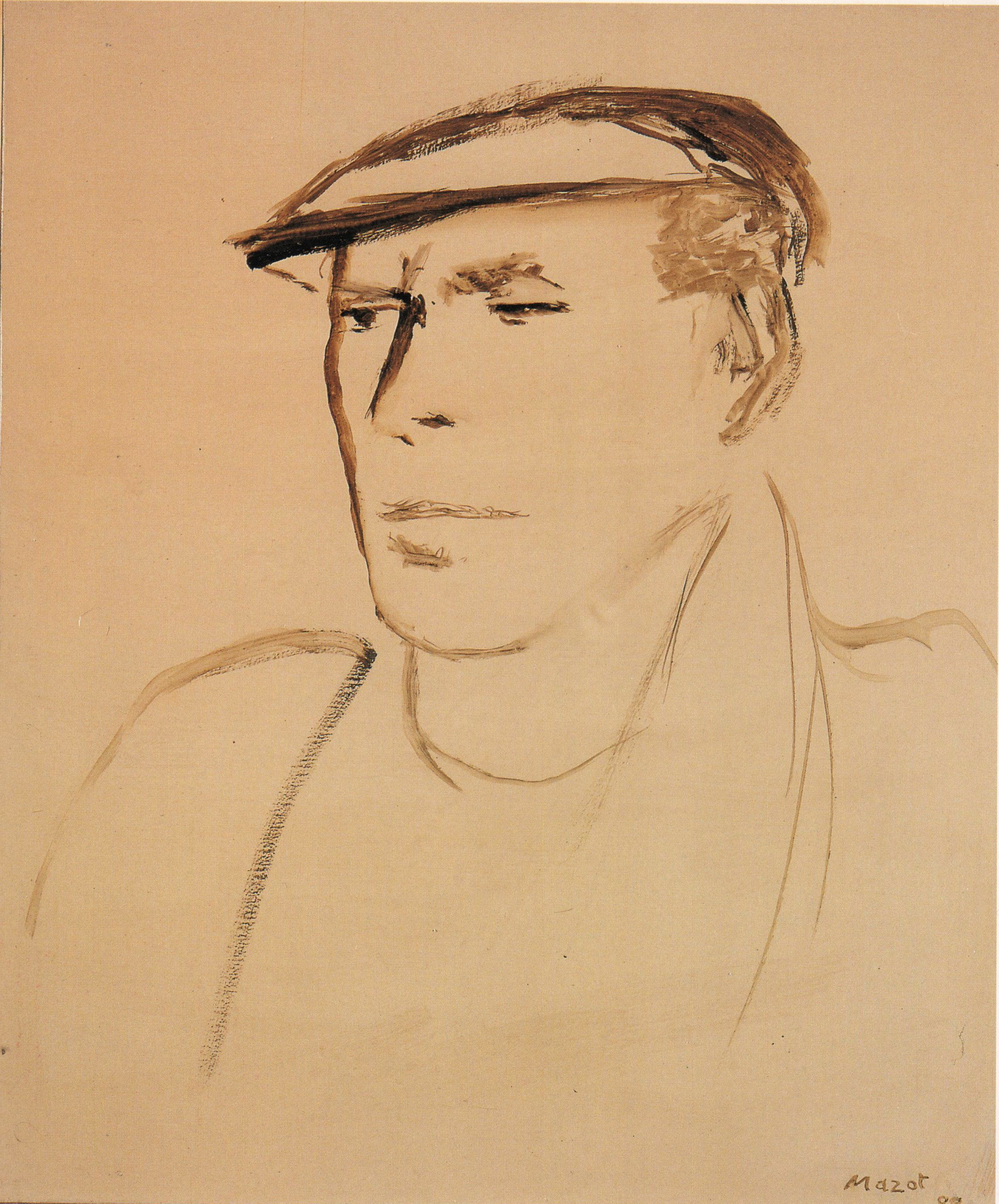
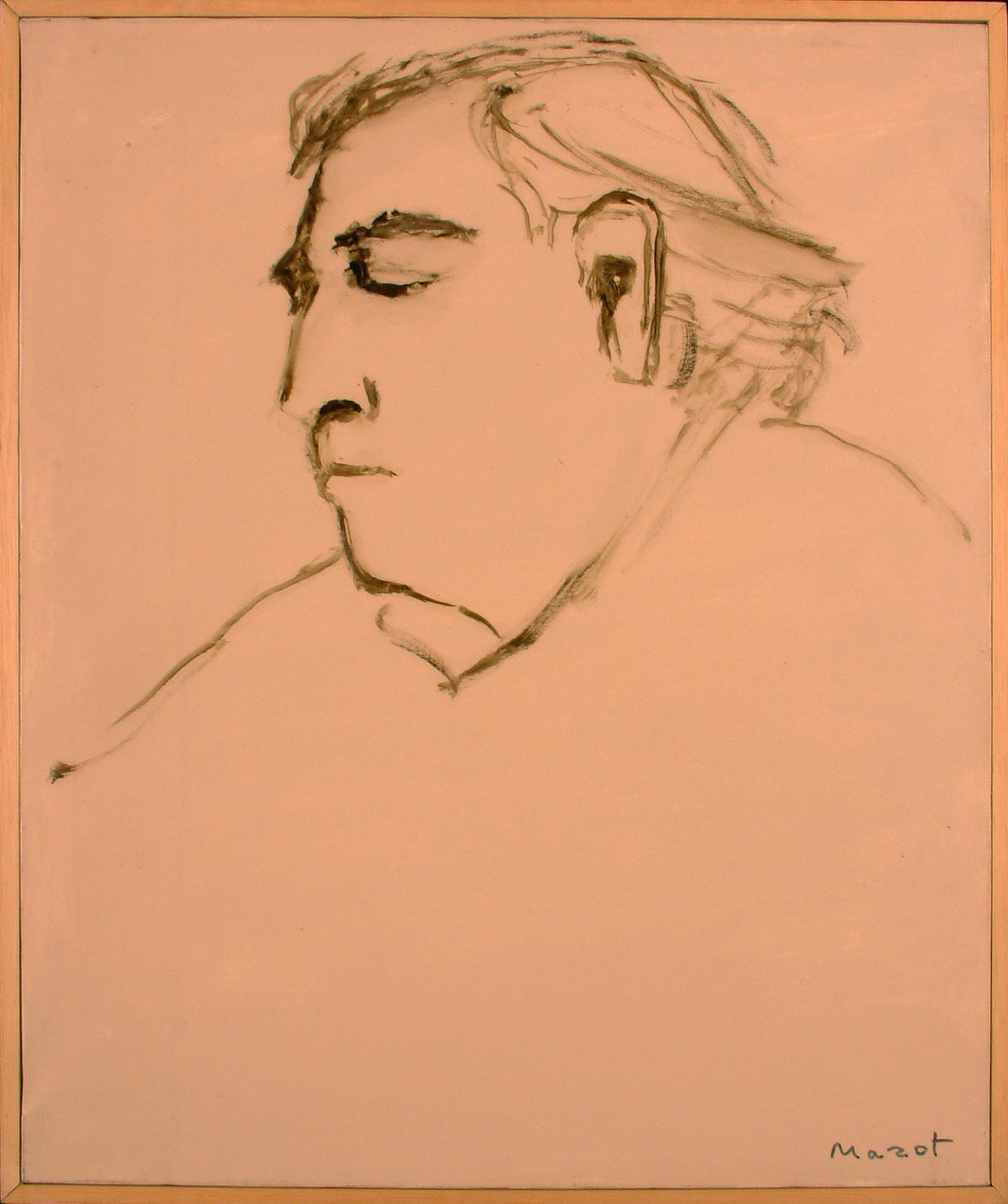